# Río Rososh (Elbuzd)
El río Rososh (del ruso: Россошь) es un río del krai de Krasnodar en el sur de Rusia, afluente por la derecha del río Elbuzd, que es tributario del Kagalnik, que vierte sus aguas en el mar de Azov. Discurre por el territorio del raión de Kushchóvskaya.

## Curso
Tiene 41.6 km de longitud. Nace en las tierras bajas de Kubán-Priazov, de la unión del Mali Elbuzd y el Sredni Elbuzd (cuyos principales afluentes son el Tsun-Tsun y el Krutoi Yar), al este de Serebrianka y discurre en dirección oeste y ligeramente al noroeste, dejando en su curso Serebrianka, Chisti Ruchéi, Poltavchenskoye, Krásnaya Slobodka y Zeliónaya Roshcha, desembocando en el Elbuzd río abajo de Alekséyevskoye.